# 卢日尼基站
盧日尼基站（羅馬化：Luzhniki）是莫斯科地鐵莫斯科中央環線的一個車站，2016年9月啟用。

## 圖片

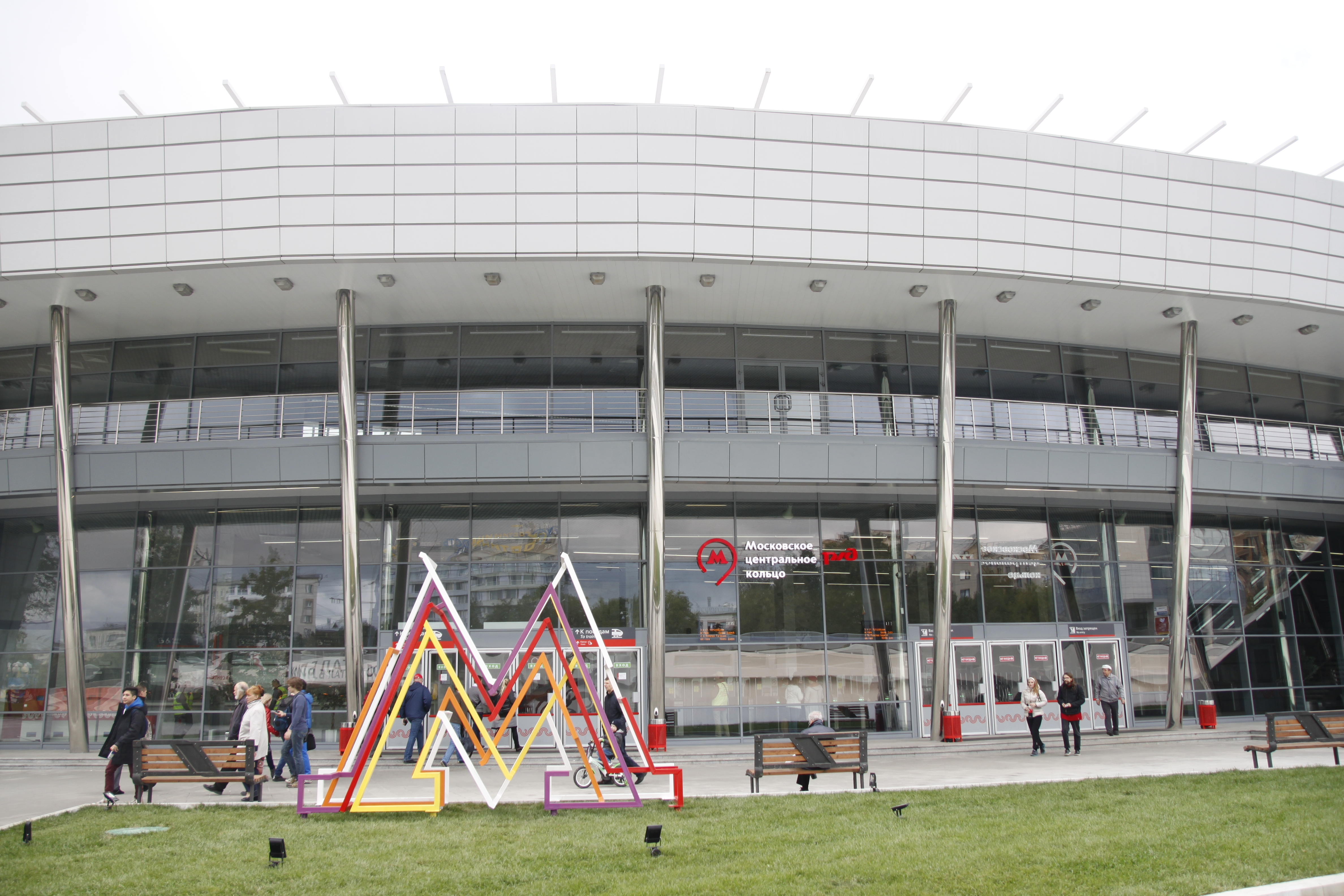
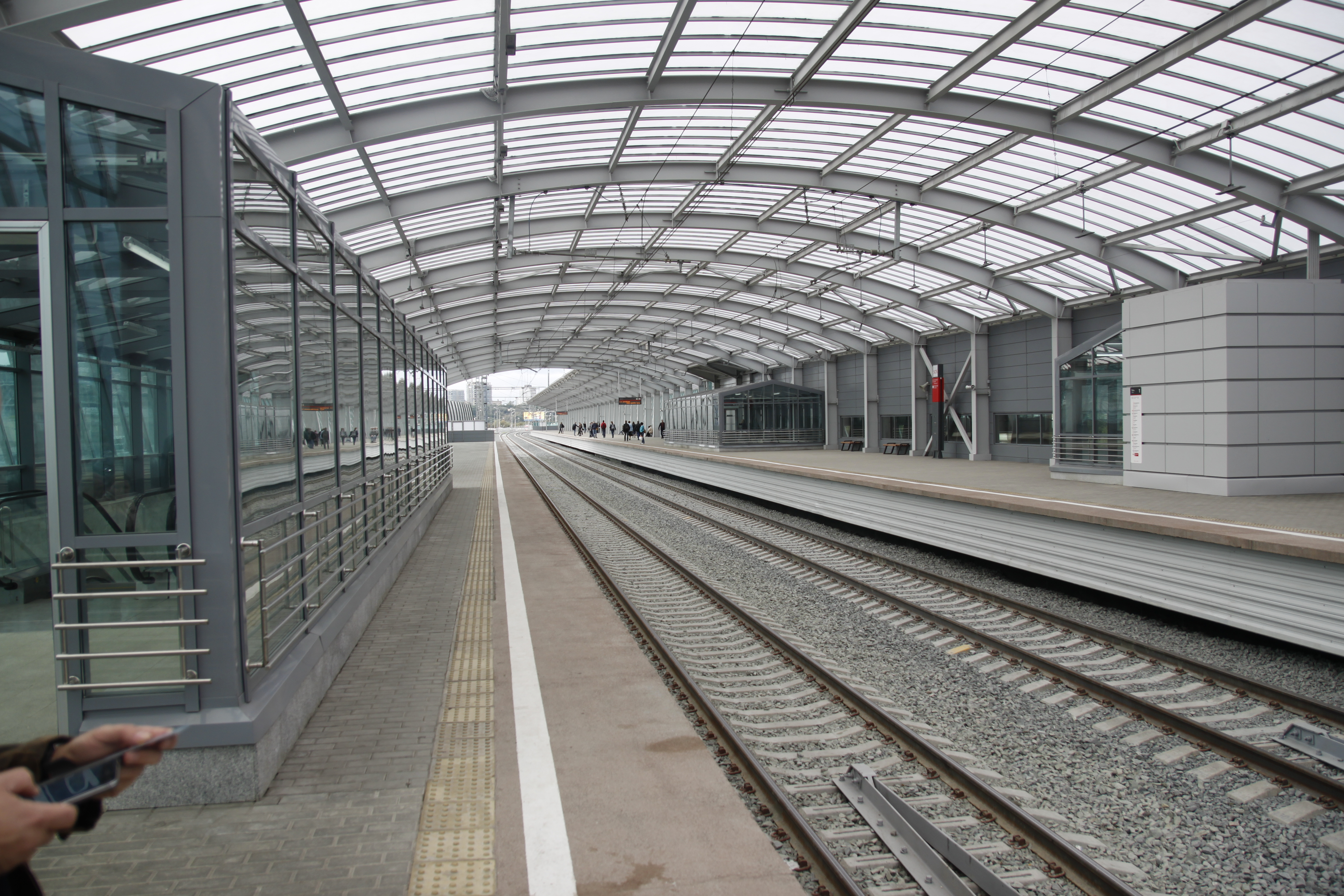
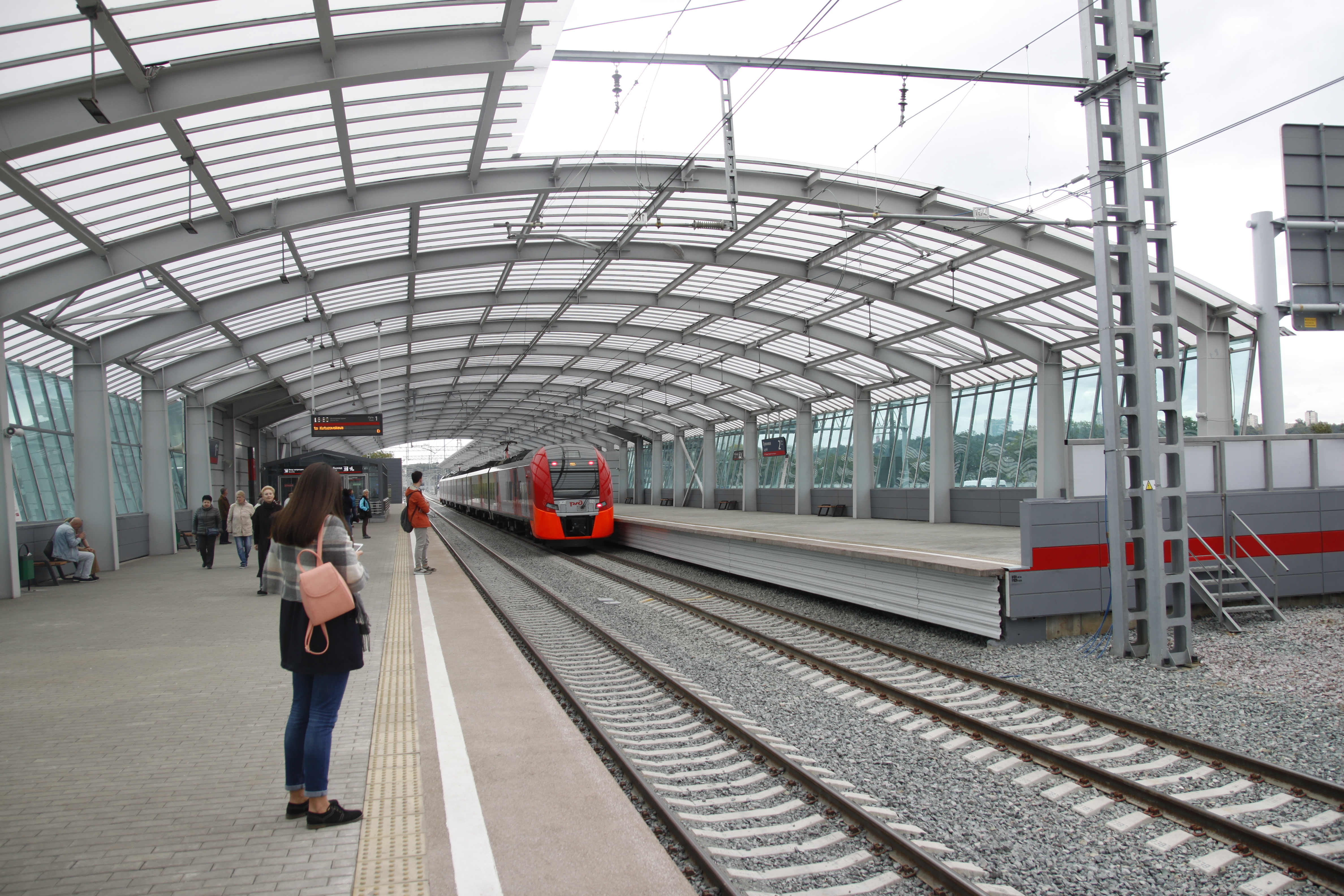
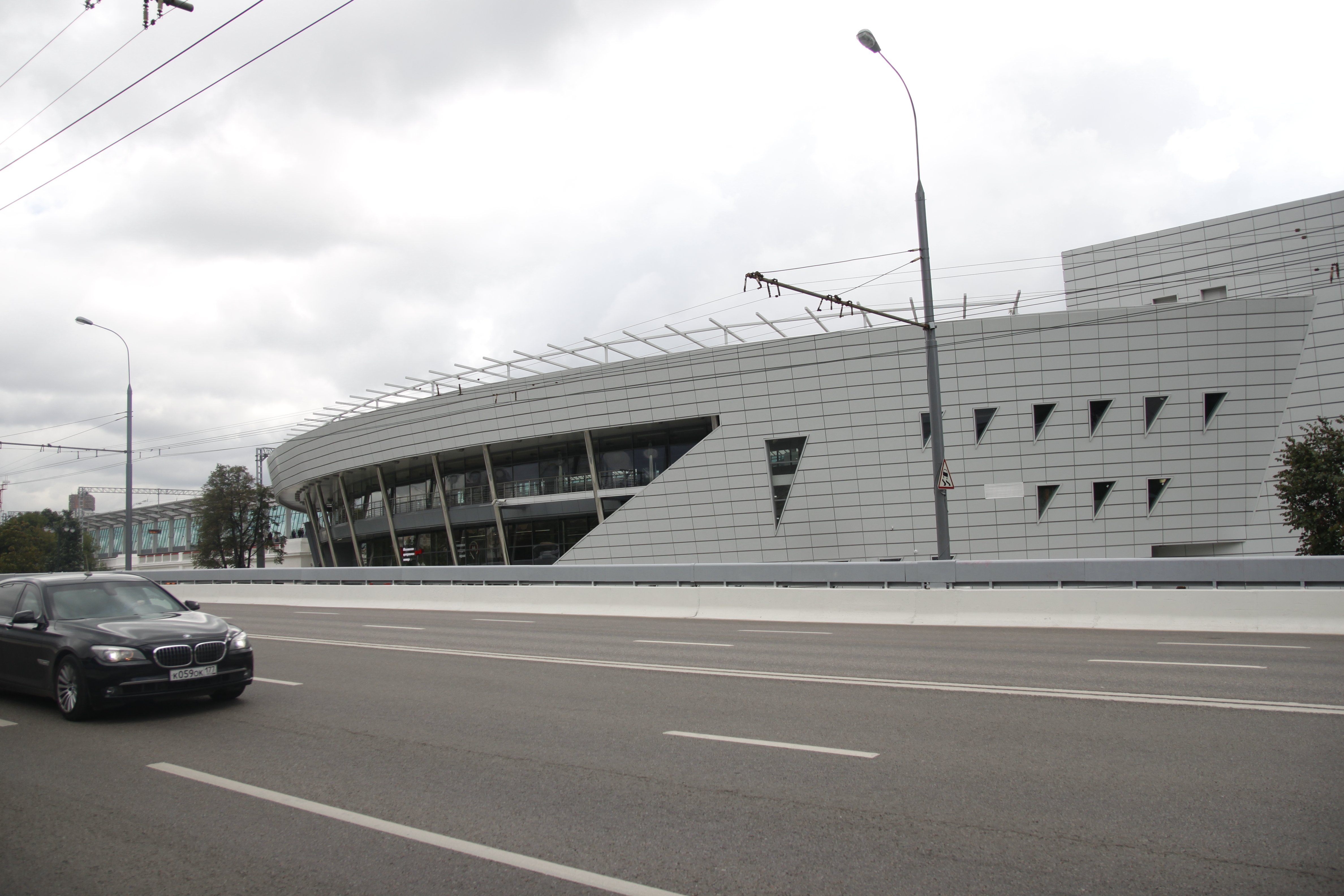

## 名稱
此站以鄰近的盧日尼基奧林匹克複合。

## 轉乘
乘客可以出站轉乘索科利尼基線的運動站。

## 外部連結
- mkzd.ru